# Lettenbach (Klausbach)
Der Lettenbach ist ein kleiner, linker Zufluss des Klausbachs in der Gemeinde Elsbethen, einem südlichen Vorort der Stadt Salzburg.

## Geografie
Seine Quelle hat der Lettenbach am Mühlstein nächst der Fageralm in einer Höhe von 917 m und fließt von dort Richtung Norden zu seiner Mündung auf 487 m in den Klausbach, der hier durch die Glasenbachklamm fließt. Auf seinem meist bewaldeten Weg durchfließt er die Ortschaft Gfalls in der Elsbethener Katastralgemeinde Höhenwald.
Der Lettenbach hat eine Länge von ziemlich exakt 2 Kilometer.

## Merkmale
Der Name Lettenbach leitet sich möglicherweise von dem örtlichen dialektalen Ausdruck Letten her, der eine flüssige bis breiige und schmutzig-lehmige Masse bezeichnet. Demnach wäre der Bach (zumindest ursprünglich) ein lehmführendes, schmutzig-lehmiges Gewässer oder eines, das aus einer derartigen Quelle stammt.
Der Lettenbach ist der größte Zufluss des Klausbachs in der Glasenbachklamm, alle anderen Zuflüsse sind meist kleinere Rinnsale.

## Trivia
Bei der Mündung des Lettenbachs führt der Wanderweg durch die Glasenbachklamm über eine zuletzt 2008 sanierte Holzbrücke. Dort befinden sich rechts des Bachs eine Sitzbank und ein kleiner Brunnen.